# پادگان مرکز مهندسی بروجرد
پادگان مهندسی ارتش واقع در شهرستان بروجرد یک منطقهٔ نظامی در ایران است، که در کیلومتر ۱۰ جاده خرم آباد کریدور اصلی شمال به جنوب واقع شده‌است، این پادگان هم اکنون یکی از مناطق نظامی مهم و استراتژیک ارتش جمهوری اسلامی ایران می‌باشد. پادگان مهندسی بروجرد مأموریت‌های چون عمران و استحکامات، تخریب، ساخت انواع سازه‌های بزرگ مانند پل‌های معلق بر رودخانه‌ها مختص به ادوات سنگین زرهی و تانک‌ها، خنثی‌سازی مین‌های جنگی و انواع مواد منفجره عمل نکرده را برعهده دارد. ستاد فرماندهی گروه ۴۱۱ مهندسی رزمی بروجرد در این پادگان مستقر می‌باشد.